# Republikkrankenhaus Klaipėda

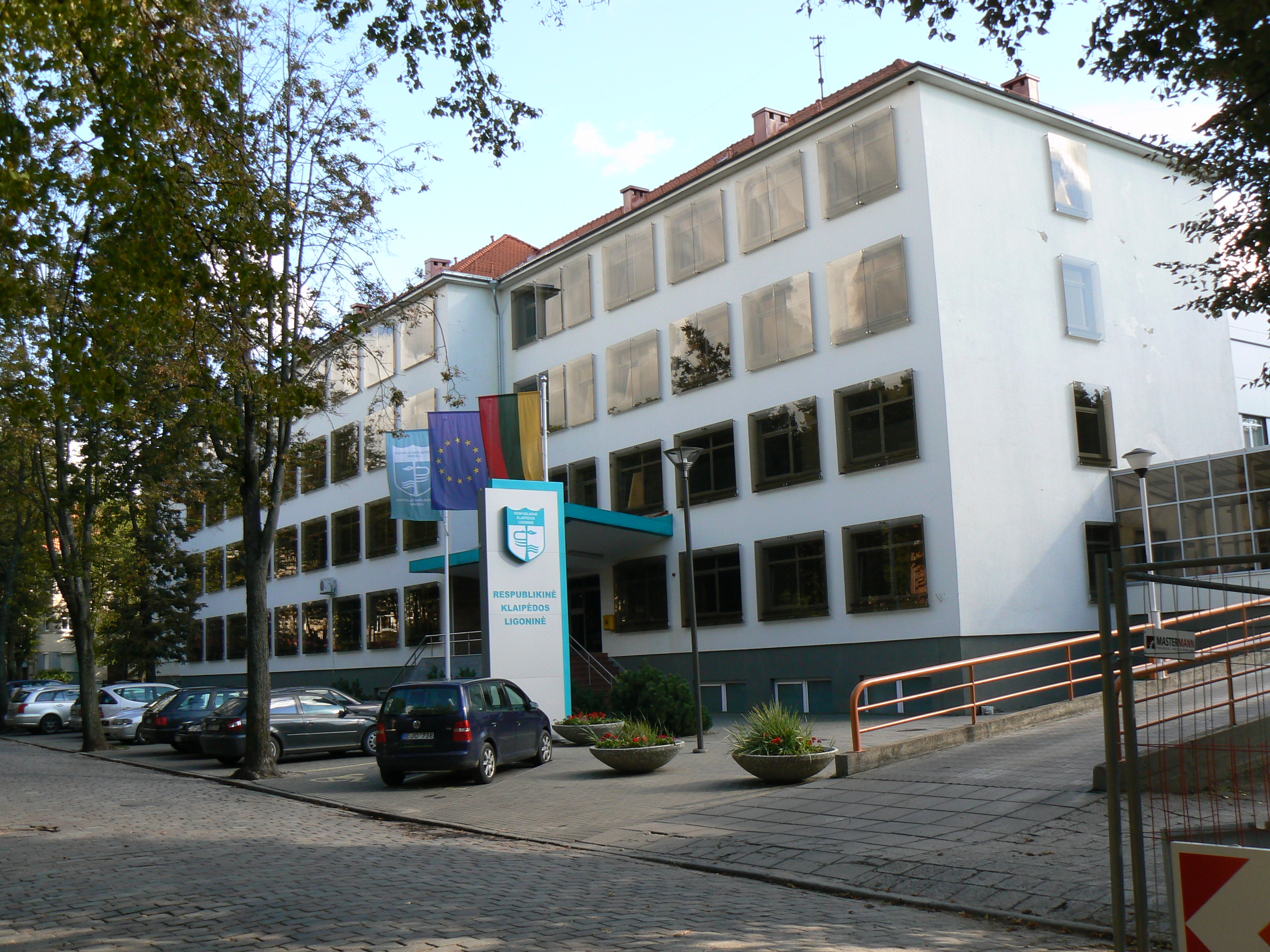
Hauptgebäude

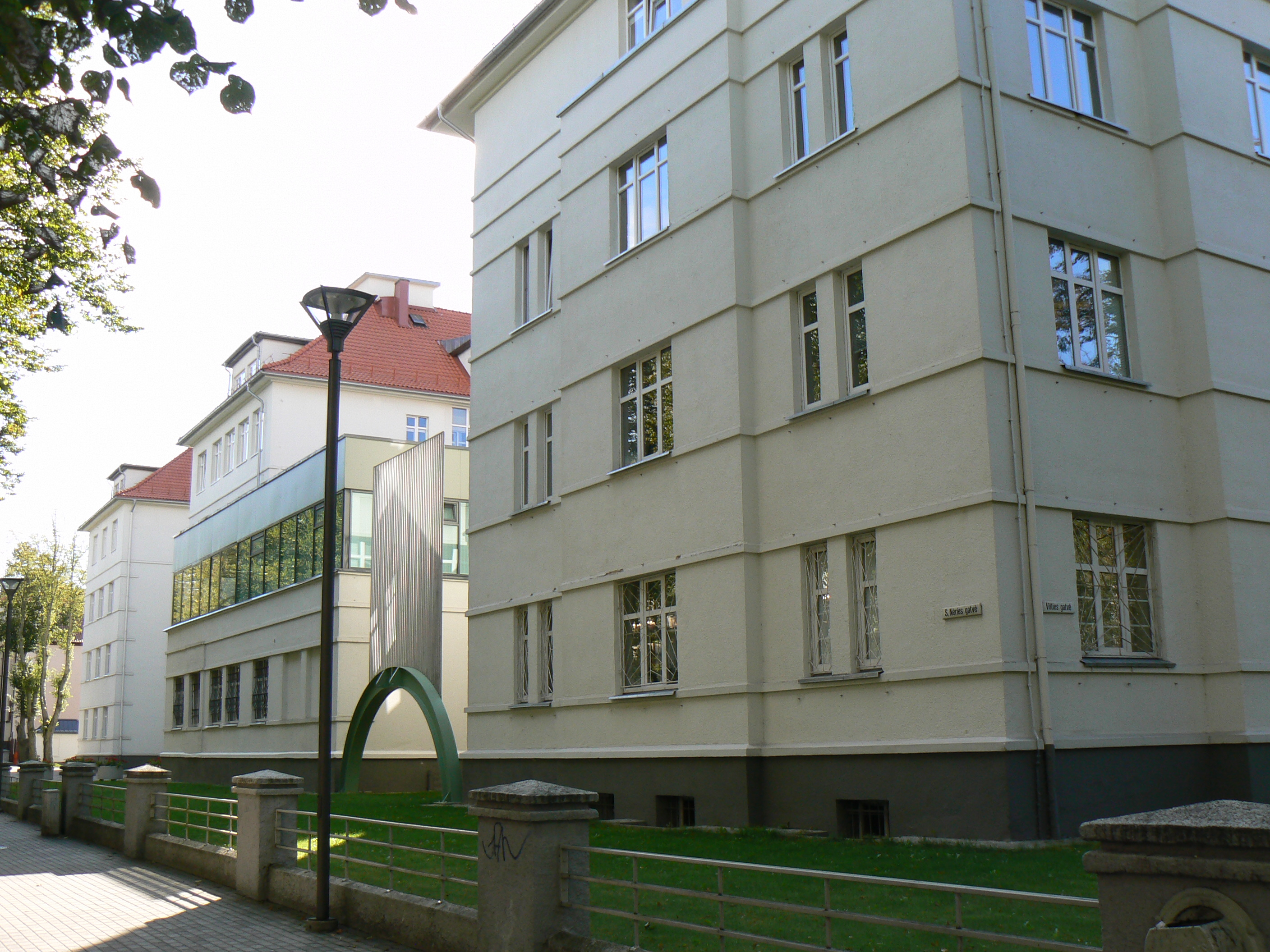
Altes Krankenhaus

Das Republikkrankenhaus Klaipėda (lit. VšĮ Respublikinė Klaipėdos ligoninė) ist ein Krankenhaus mit 925 Betten in  Klaipėda, der drittgrößten Stadt Litauens.  Nach Rechtsform ist es Viešoji įstaiga, 'öffentliche Anstalt'. In 24 klinischen Abteilungen gibt es 1.268 Mitarbeiter, darunter 210 Ärzte und 504 Krankenpfleger.    Im Laufe des Jahres werden über 28.000 Patienten behandelt,  12.000  Operationen durchgeführt und  380.000 ambulante Konsultationen gegeben.

## Geschichte
1931 begann man mit dem Bau des Krankenhauses. 1933 wurde Klaipėdos Raudonojo Kryžiaus ligoninė mit 100 Betten eröffnet. Es gab  Abteilung für Innere Krankheiten, Abteilung für Frauenkrankheiten und Abteilung für Chirurgie.  1936 eröffnete man Hals-Nasen-Ohren-Abteilung und Ambulanz. Es gab 12 Ärzte und 20 Krankenschwestern.  140–160 Patienten wurden behandelt. 1939 wurde das Krankenhaus von der deutschen Okkupationsmacht nach der Klaipėda-Annexion geschlossen.

## Leitung
- Ab 1933: J. Ciplijauskas (1887–1943)
- Ch. Cukermanas
- J. Voskoboinikovas
- J. Korneva
- Z. Juškevičius
- B. Pliuškys
- V. Vasiliauskas
- Romaldas Sakalauskas